# 保内町
保内町（ほないちょう）は、かつて愛媛県の南予地方にあった町。2005年3月、八幡浜市との一市一町の合併により新しい八幡浜市の一部になった。佐田岬半島の付け根に位置し、柑橘類の生産が盛んであるほか、食料品製造業などの工業も盛んである。明治期に愛媛県内で一番早く電気がともる、金融機関（今日の銀行）が一番早くできるなど、隣の八幡浜市と共に、文明開化期をリードした。

## 地理

### 位置・地形
愛媛県の西に突き出した佐田岬半島の付け根に位置し、東は八幡浜市、北東は大洲市、西は西宇和郡伊方町に接している。北と南は、それぞれ瀬戸内海と宇和海に面している。
町域の大部分は山間地と丘陵地が続き、平地は乏しい。喜木川は金山出石寺に、宮内川は銅ヶ鳴に源を発している。これら流域に平地が開けている。丘陵地の大部分はウンシュウミカン、イヨカン（伊予柑）の果樹園として利用されている。
- 山　　銅ヶ鳴
- 河川　喜木川、宮内川、夢永川

### 気候
温暖で、ほとんどの地域が南の宇和海に向かって谷が開けた地形をしており、ここに人家が密集しているため温暖である。年に数回積雪をみることがある。

### 地名の由来
この地域は奈良時代から江戸時代にかけて郷名を矢野郷、矢野庄などと呼ばれていた。「矢野保の内」から「保内」になったといわれている。

## 歴史
- 明治期 - ハゼの交易、銅鉱山、海運などで栄えた。
  - 1878年（明治11年） - 愛媛で最初の銀行第二十九国立銀行が川之石に設立。
  - 1887年（明治20年） - 四国で初めての紡績会社、宇和紡績の操業開始（東洋紡の前身の一つ）。
  - 1889年（明治22年） - 宇和紡績の工場内に自家発電開始（四国で初めて電灯の火がともる）。
- 昭和期
  - 1955年（昭和30年）3月31日 - 川之石町（かわのいしちょう）、喜須来村（きすきむら）、宮内村（みやうちむら）、磯津村（いそつむら）が合併して、保内町が誕生。
八幡浜市日土地区（旧日土村）は合併をめぐって、保内町と八幡浜市にどちらに所属するかをめぐってかなりの議論があり、結局、八幡浜市側についた。そのため、水系が異なり、いったん保内町を通らないと市役所に行くことのできない(ただし鞍掛山を越えて高野地へ行く、道なき道を通じてならば、無理して行けないこともない)日土地域が八幡浜市域になっている。ただし、中学校は共立（青石中学校-せいせき-）にするなどしてきた。
- 平成
  - 2005年（平成17年）3月28日 - 八幡浜市との対等合併により消滅、新：八幡浜市の一部となる。

周辺も含む市町村合併の歴史については西宇和郡のページ参照。

## 行政

### 首長（町長）
- 都築孝雄 - 昭和30年4月 - 3期
- 須藤巖 - 昭和42年4月 - 2期
- 二宮健次 - 昭和50年4月 - 1期
- 菊池善治 - 昭和52年12月 - 4期
- 二宮通明（にのみや・みちあき） - 平成9年12月 - 最後

### 議会
- 八幡浜市との合併をめぐっては在任特例の適用をめぐり、議会がかなりごたごたした。

### 庁舎
- 庁舎 1991年度（平成3年度）に新築された一見、美術館風の建物である。現在は、八幡浜市保内分庁舎として使用されている。また、道を挟んだところに、文化施設「ゆめみかん」（図書館と併設）、保内中央公民館（旧：保内町中央公民館）、保内保健福祉センターもあり、公共施設が集中している。
- 支所　磯津支所

## 経済・産業
主要産業は伝統的には柑橘類の栽培であるが、食料品製造や商業も盛んである。製造品出荷額では旧:八幡浜市をしのいでいる。
町内には、隣の伊方町に伊方原子力発電所がある関係で、電気事業関連の社宅があり、また地元有力企業の社員寮があるのをはじめとして、愛媛県南予地方では珍しく集合住宅の多い町である。ただ、これは平屋を建てるべき土地が少ないという証でもある。

### 主要産業
- 農業
ウンシュウミカンと伊予柑が中心である。西宇和農業協同組合（JA西宇和）のエリアであり、町内にいくつかの共同選果場（共選、きょうせん）があり、それぞれ独自のブランドマークを用いている（この事情はJA西宇和管内で同一）。ただ、近年では柑橘の価格低迷もあって、より付加価値の高い商品作りに努めている。その一つが糖度を追求した保内共選（喜木-きき-地区）の「蜜る」（みつる）という商品（ウンシュウミカン）である。
- 林業
林業を専業として営む者はいないが、佐田岬半島の稜線をなす山々は深い緑に覆われ、今日でも宮内地区の財産区林として残っている。
- 水産業
宇和海と瀬戸内海という二つの海に面しているが、漁業はあまり盛んではない。波静かな川之石湾では魚類の養殖が行われている。
- 鉱業
佐田岬半島には銅の鉱床があり、保内町においても銅鉱山がいくつかあった。今日では鉱山跡が残っている。精錬所は島におかれ、からみレンガ等の跡が残っている。
- 製造業
藩政期にはハゼ（櫨）の実の集散地や養蚕、さらに時代を下っては四国で初めての紡績工場（宇和紡績）が設置されるなど、大いに栄えた。しかし、時代の変遷と共に今日では紡績工場は閉鎖され、その跡地の一部は保内中学校の校庭として使われている。ただ、当時の面影が川之石地区の町並みに歴史的建造物として残り、観光交流に役立てられている。
今日では、繊維関係に替わり、食料品製造業を中心に企業が立地している。八幡浜市に工業用地が乏しく、同市からの企業・工場の移転に期待したいところであるが、保内町も平地はほとんどミカン畑であるなど、工業用地として利用できる土地は限られており、食品製造関係など、大洲市などに流れているのが実情である。
また、昔から小規模ながら水産練製品の工場が数軒ある。伝統的なじゃこ天などのみならず、魚肉ソーセージを大量生産し、明治屋の販売ラインに乗せ、初めて全国へ広く売り出した西南開発も町内に存在する。だがなぜか、「全国初」の功績は今も昔も重視されない。

- 商業
古くからの商店街が川之石にある。スーパーマーケット等は国道197号のロードサイドに集まっている。また、特産物のみかん類を販売する商店も国道沿線に立地している。
- 海運業
藩政期末から明治にかけて栄えた。その面影を残す蔵屋敷が雨井地区に残っている。

### 主要企業
- あわしま堂 - 和洋菓子
- 伊予銀行川之石支店 - 同行の源流となった銀行の発祥の地
- カワイシ醤油 – 味噌、醤油、醸造酢、純米酢、ひしほ
- 白浜造船 - 造船
- 西南開発 - 農産加工品、魚肉製品。魚肉ソーセージを日本で初めて商品化した。
- 富士ゲル産業愛媛工場
- 富士リシリア化学愛媛工場
- 保内重工業 - 造船
- ポンパック - 柑橘加工品
- 蒲鉾製造

## 教育
- 小学校 3 - 川之石小学校、宮内小学校、喜須来小学校
- 中学校 1 - 保内中学校

- 平成17年3月 - 喜木津小学校が閉校となったため、小学校数が4となる。
- 平成19年3月 - 磯崎小学校が閉校となったため、小学校数が3となる。
- 平成29年3月 - 青石中学校が閉校、旧町内の中学校は保内中学校だけになる。

### 高等学校
- 愛媛県立川之石高等学校

## 交通

### 鉄道
町内に鉄道はない。鉄道を利用する場合の最寄り駅は、JR四国予讃線八幡浜駅。

### 道路
国道197号と国道378号が町中心の宮内地区においてクロス（正確には重複区間あり）している。その反面、柑橘類を運搬する大型トラックなどの交通がこれら道路に集中しているため、朝夕には混雑もみられる。特に、八幡浜市との間の名坂トンネルは幅員が狭く特に混雑しているため、名坂トンネル西へ新たに、八西トンネルが整備された(土台から水が湧くなど紆余曲折があったものの、2013年3月17日に開通)。八幡浜市向灘に抜ける県道28号の須田トンネルとあいまって、隣接の市と3本のトンネルができることになり、渋滞緩和に期待が寄せられている。
国道378号の瞽女トンネルなど改良が進み、佐田岬半島から松山市方面への行き来には、八幡浜市・大洲市経由ではなく、このルートを用いることが多くなっている。
【瞽女峠】（瞽女ヶ峠と標記することもある）
瞽女トンネルの開通により、瀬戸内側との交通は飛躍的に向上した。瞽女峠を自転車で越えての通学は苦難であった。中学生は寄宿生活を強いられていたほどであったが、これも過去の話となった。
国道
国道197号
国道378号
県道
県道28号　須田トンネルがある

## 観光

### 観光地・名所旧跡

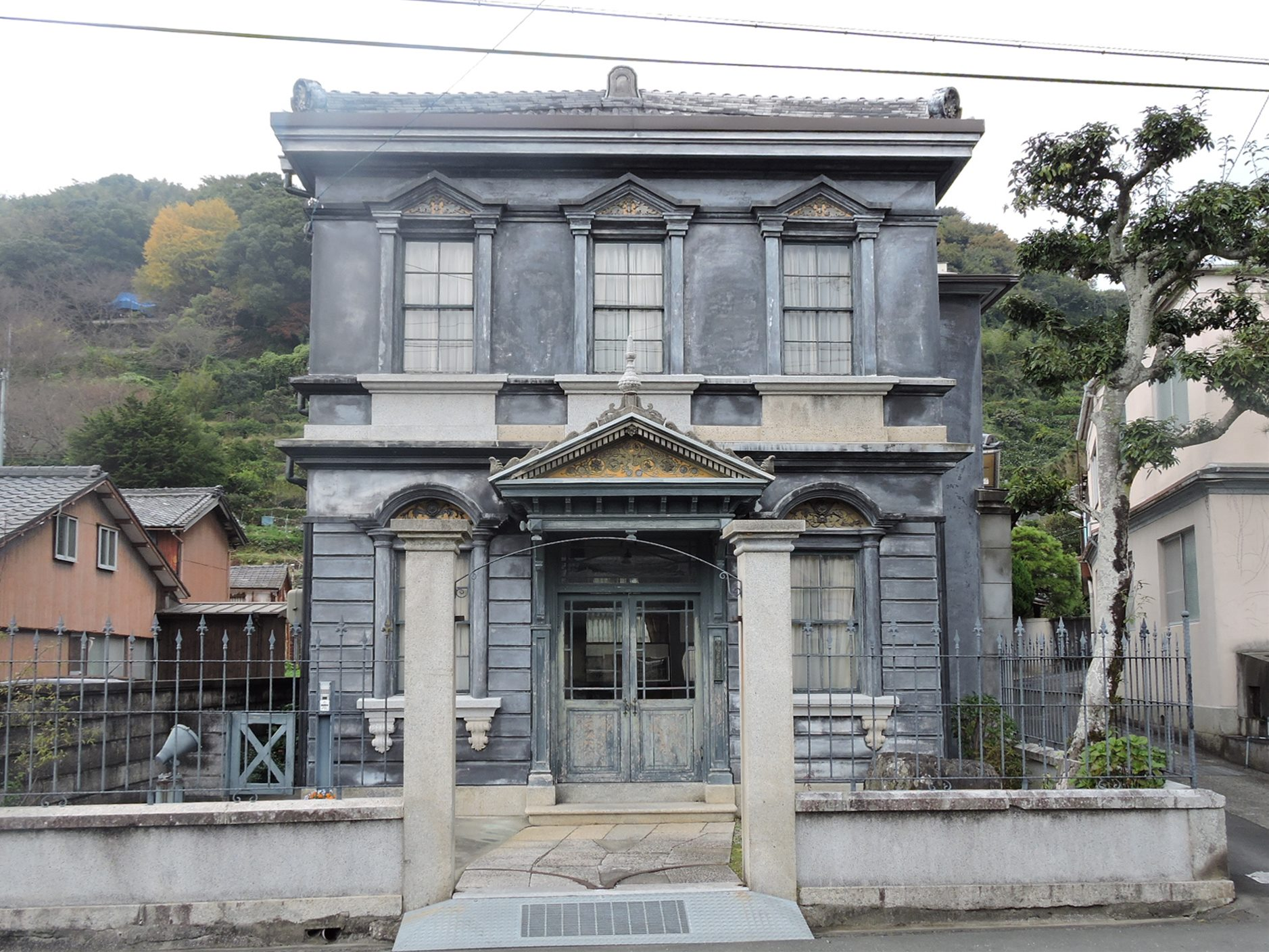
旧白石和太郎邸洋館ドレメ

- 町並み - 旧白石和太郎邸、愛媛蚕種、内之浦公民館、美名瀬橋、赤レンガ倉庫、二宮医院　など
- 平家谷公園 - 安徳天皇の碑があるなどの平家の落人伝説。夏季はそうめん流しが行われる。
- 平家谷レリエーション公園
- 琴平公園
- 三島神社 (八幡浜市)
- 二宮敬作出生地記念公園
- 富澤赤黄男記念公園
- 前田山記念公園
- 高徳寺

### イベント・祭り
- 平家谷そうめん流し
- ふれあい市、メロディー市
- 秋祭り（地方祭）

#### 現在は行われていないイベントなど
- やんちゃ祭り - まだ同祭りが行われていた頃、保内庁舎や文化会館をLEDでライトアップするイベントが祭り内で行われていた。現在は、その冬季のライトアップイベント(文化会館)だけが続けられている。
- 米子昭男記念杯ヨットレース大会
- ナイター駅伝

### 特産物
- 農産物 伊予柑、清見、みかん
- 加工品 豆板、つわぶきの粕漬、和洋菓子、マスの塩焼き（平家谷）、水産練り製品（じゃこ天、ちくわ、蒲鉾）、ちりめん、清酒

## 出身有名人
- 前田山英五郎（大相撲元横綱）
- 保内の三英傑　二宮敬作、前田山英五郎、富澤赤黄男
- 水口栄二（プロ野球選手）
- 菊池瑞穂（富士シティオグループ創業者）

## 実業家と建物
- 那須善治 (なす ぜんじ) 灘購買組合（その後合併して灘神戸生協となる）の創設者。1983年（昭和13年）12月19日没。川之石に生まれた。
- 那須金市 (なす きんいち) 下関市で大きく水産業を営み、財をなした。内之浦に生まれた。
  - 「内之浦公会堂」 昭和12年（1937年）に、郷土出身の実業家・那須金市の寄付によって建てられた公会堂。
  - 「那須金市別邸」別府市平田町2-1 昭和運輸グループ別府荘になっている。那須金市の別邸。
- 菊池庸夫邸（西のおやけ）（きくち つねおてい）屋号を「西のおやけ」といい、海運業を営んでいた家です。かつては、宇和島藩きっての海運の町であった雨井は、江戸時代（天保年間）から海運業が栄えていた。「おやけ」(菊池家)、「ほていや」(兵頭家)、「いずみや」(和田家)、等の大きな廻船問屋があり、千石船で、地域特産の櫨、木蝋、魚や、九州方面の米・材木等を大阪方面に輸送していた。
- 旧白石和太郎洋館 (しらいし わたろう) 竣工は明治30年代（1897年〜）、鉱山経営等で財をなした白石和太郎によって建てられたもの。昭和25年（1950年）から平成元年（1989年）まで川之石ドレスメーカー女学院として使用され、地元では「ドレメ」という愛称で呼ばれていた。
- 旧宇都宮壮十郎邸（明治34年築 1901）宇都宮壮十郎も鉱山の経営で富を築いた。
- 宇和紡績会社 東洋紡績の前身である宇和紡績会社は、四国で初めての紡績会社（明治20年創業 1887）。明治22年、四国で最初に灯った電灯はここでのものだった。
- 第二十九国立銀行（第二十九銀行）明治11年設立(設立に、「おやけ」当主も関わった。)→1934年八幡浜商業銀行、大洲銀行と合併し豫州銀行 (現伊予銀行になる)。